# 近江八幡運動公園
近江八幡運動公園（おうみはちまんうんどうこうえん）は滋賀県近江八幡市に存在する都市公園（運動公園）。近江八幡市が運営している。近江八幡市立運動公園と称する場合もある。
野球場や体育館・テニスコートなどの施設からなる。

## 施設
出典は公式ウェブサイトおよび近江八幡市広報、teams（野球チーム登録サイト）の球場情報。

### 野球場
大きさは両翼95m、センター120mである。内野は黒土、外野は天然芝である。本部席・ダッグアウト・放送室・バックスクリーン・点数表示とチーム名のみ電光表示のスコアボードの設備がある。軟式野球は全ての年齢が使用できる。硬式野球は小学生に限り通常通り使用でき、中学生以上は守備練習のみ使用できる。

### グラウンド（多目的グラウンド）
グラウンドはA面、B面、C面の3つに分けられる。
C面は芝生(天然芝)である。サッカー1面（ジュニア用なら2面）を取ることができる。
A面及びB面は土である。野球2面、ソフトボール6面を取ることができる。

### 体育館
1階フロアはバスケットボールコート2面、バレーボールコート3面、テニスコート2面、バドミントンコート6面を取ることができ、2階フロアはバレーボールコート1面、バドミントンコート2面、卓球台8台分を取ることができる。

### テニスコート
砂入り人工芝コート（オムニコート）4面。夜間照明付きである。硬式テニスもソフトテニスも可能。

### グラウンドゴルフ場
グラウンドゴルフをするための施設。16ホール存在する。